# Hal (bygning)
 For alternative betydninger, se Hal. (Se også artikler, som begynder med Hal)
En hal henviser til en bygning, fx til forskellige idrætsformål, herunder svømmehaller, idrætshaller og gymnastiksale.

## Historisk
En hal er en stor bygning af langhustypen.
I Jernalderen blev de fremdeles brugt til repræsentative formål på stormandsgårde. Senere blev haller anvendt til større fester i form af festhaller eller til kirketypen hallekirke.